# Oscar Zanetti
Oscar Adolfo Zanetti Lecuona (La Habana, 18 de enero de 1946) es un historiador, catedrático universitario e investigador cubano. Es académico de número de la Academia de la Historia de Cuba, académico de Mérito de la Academia de Ciencias de Cuba y miembro correspondiente extranjero de la Academia Dominicana de la Historia.

## Trayectoria
Nació en La Habana en 1946. Es licenciado en Historia por la Universidad de La Habana y doctor en Ciencias Históricas de la misma institución.
Fue jefe del Departamento de Historia de Cuba de la Universidad de La Habana entre 1965 y 1987. Ha sido miembro del Consejo Científico de la Universidad de La Habana.
Trabajó en el Instituto de Historia de Cuba, que fue creado después de la disolución del Instituto de Ciencias Sociales (ICSO), en el año 1988. Allí se ha desempeñado como secretario científico, director de investigaciones y presidente del Consejo Científico.
Es miembro de la Unión Nacional de Historiadores de Cuba (UNHIC), la Asociación de Historiadores del Caribe (ACH) y la Asociación de Historiadores de América Latina y el Caribe (ADHILAC).
Es presidente de la Sección de Historia de la Unión de Escritores y Artistas de Cuba (UNEAC, 1992), académico de número de la Academia de la Historia de Cuba (2010) y académico de mérito de la Academia de Ciencias de Cuba (1998).
Es académico de mérito de la Academia de Ciencias de Cuba y miembro correspondiente extranjero de la Academia Dominicana de la Historia.
En el 2016 fue elegido Miembro Honorario Extranjero de la Academia Norteamericana de Artes y Ciencias. 
Ha impartido docencia en la Universidad Estatal de Moscú, la Universidad Nacional Autónoma de Nicaragua, la Universidad de Barcelona, la Universidad Autónoma de Yucatán, la Universidad de Brasilia, la Universidad de Texas y la Universidad de Harvard, entre otras.

## Objeto de estudio

### Historia económica de la república
Para Oscar Zanetti el estudio de la historia republicana cubana hasta 1959 ha sido dominante. Dentro de ello son fundamentales las relaciones económico-sociales, los vínculos con los Estados Unidos y el desarrollo de la industria azucarera..

### Investigación metodológica
También se ha centrado en los estudios metodológicos y la historia de la historiografía en Cuba. Sobre la historiografía actual, Oscar Zanetti afirma que:

[...] acusa un creciente interés por lo social y la dimensión subjetiva de los procesos, tendencia dominante en la historiografía mundial al menos desde los años ochenta del pasado siglo, pero que entre nosotros se desarrolla de manera
algo tardía. Temas como el modo de vida y las mentalidades colectivas, las cuestiones de género y de familia, la sexualidad, el fecundo ámbito de las representaciones y los imaginarios, se han ido acreditando como objetos de estudio en condiciones que los acercan a otros asuntos estudiados desde antaño, como los movimientos y conflictos sociales, los procesos migratorios o los problemas étnicos, cuya investigación también se ha revitalizado en los últimos años, evidencias todas de una dinámica que está cambiando el perfil de este campo.

### Historia de la historiografía
Dentro de los estudios historiográficos, Zanetti se ha preocupado por mantener el legado intelectual del historiador cubano Manuel Moreno Fraginals, fallecido en Miami, en 2001. La osadía intelectual de Moreno, así como su independencia personal, valieron al historiador cubano no pocos ataques desde la academia, motivados más bien por su elección política.
Sobre Moreno ha escrito Zanetti en el prólogo de la Órbita publicada sobre la obra del historiador cubano: 

La peculiar naturaleza de esa historiografía, el perenne cuestionamiento que la caracteriza, la propuesta a veces rotunda de sus hipótesis, sus calificativos de tono irreverente, harán que la obra de Moreno ofrezca por mucho tiempo materia para la controversia, única manera de mantenerla viva. Para dar firme asidero a ese debate se ha hecho esta Órbita, no por los criterios que su presentación expresa —y que el lector debe cuidarse de dar por buenos—, sino por los juicios que cada cual podrá formarse tras la lectura de los textos que siguen.

## Libros
- United Fruit Co., un caso del dominio imperialista en Cuba. Editorial Ciencias Sociales, 1976.
- El proceso de la investigación histórica. ENSPES, 1979.
- Metodología de la investigación histórica. Editorial Pueblo y Educación, 1985 (coautor).
- Caminos para el azúcar. Editorial Ciencias Sociales, 1987 (coautor con A. García).
- Los cautivos de la reciprocidad. ENSPES, 1989.
- Dinámica del estancamiento. El cambio tecnológico en la industria azucarera cubana entre 1926 y 1959 (Instituto de Historia de Cuba, 1996).
- Comercio y poder. Relaciones cubano-hispano-norteamericanas en torno a 1898. Casa de las Américas, 1998.
- Las manos en el dulce. Estado e intereses en la regulación de la industria azucarera cubana (Editorial Ciencias Sociales, 2004).
- Isla en la Historia. La historiografía de Cuba en el siglo XX. Unión, 2005.
- La República; notas sobre economía y sociedad.[6][7] Editorial Ciencias Sociales, 2006.
- Economía azucarera cubana. Estudios históricos. Editorial Ciencias Sociales, 2009.
- Manuel Moreno Fraginals. Orbita, Ediciones Unión, 2009 (Selección y prólogo).
- Esplendor y decadencia del azúcar en las Antillas hispanas. Ruth casa editorial y Editorial de Ciencias Sociales, 2012.[8]
- Historia mínima de Cuba. Editorial Turner, 2013 - 342 páginas. ISBN 8415832133, ISBN 9788415832133[9]
- La escritura del tiempo. Historia e Historiadores en Cuba contemporánea, Ediciones Unión, La Habana, 2014

## Otras publicaciones
Artículos de Oscar Zanetti han aparecido además en revistas como Temas, La gaceta de Cuba, Debates americanos, Revista mexicana del Caribe, Revisa bimestre cubana, Innovare (México) y Clío (República Dominicana, entre otras.

## Premios
- 1989. Premio Elsa Goveia de la Asociación de Historiadores del Caribe a la mejor obra histórica sobre tema caribeño publicada entre 1985 y 1989 a: Caminos para el Azúcar.
- 1990. Distinción por la Educación Cubana.
- 1996. Distinción por la Cultura Nacional.
- 1998. Premio Casa de las Américas (Extraordinario por el Centenario de 1898), con el ensayo Comercio y poder. Relaciones cubano-hispano-norteamericanas en torno a 1898.
- 1999. Premio anual de la Academia de Ciencias de Cuba por la obra Comercio y poder. Relaciones cubano-hispano-norteamericanas en torno a 1898.
- 1999. Premio de la Crítica Instituto Cubano del Libro por Comercio y poder. Relaciones hispano-cubana-norteamericanas en torno a 1898.
- 2002. Premio anual de la Academia de Ciencias por la monografía “El Estado interviene; la regulación de la industria azucarera cubana”.
- 2004. Premio de la Crítica por Las manos en el dulce.
- 2009. John Simon Guggenheim, Foundation Fellowship.
- 2009. Premio de la Crítica por Economía azucarera cubana., Ciencias Sociales, La Habana, 2009. ISBN 978-959-06-1178-0
- 2011. Premio Nacional de las Ciencias Sociales y Humanísticas.[10]
- 2012. Premio de la Crítica por Esplendor y decadencia del azúcar en las Antillas hispanas, Ruth Casa editorial y Editorial de Ciencias Sociales, La Habana, 2012. ISBN 978-959-06-1402-06
- 2014. Premio Nacional de Historia.[11][12][13]